# Mohamed Amjahid

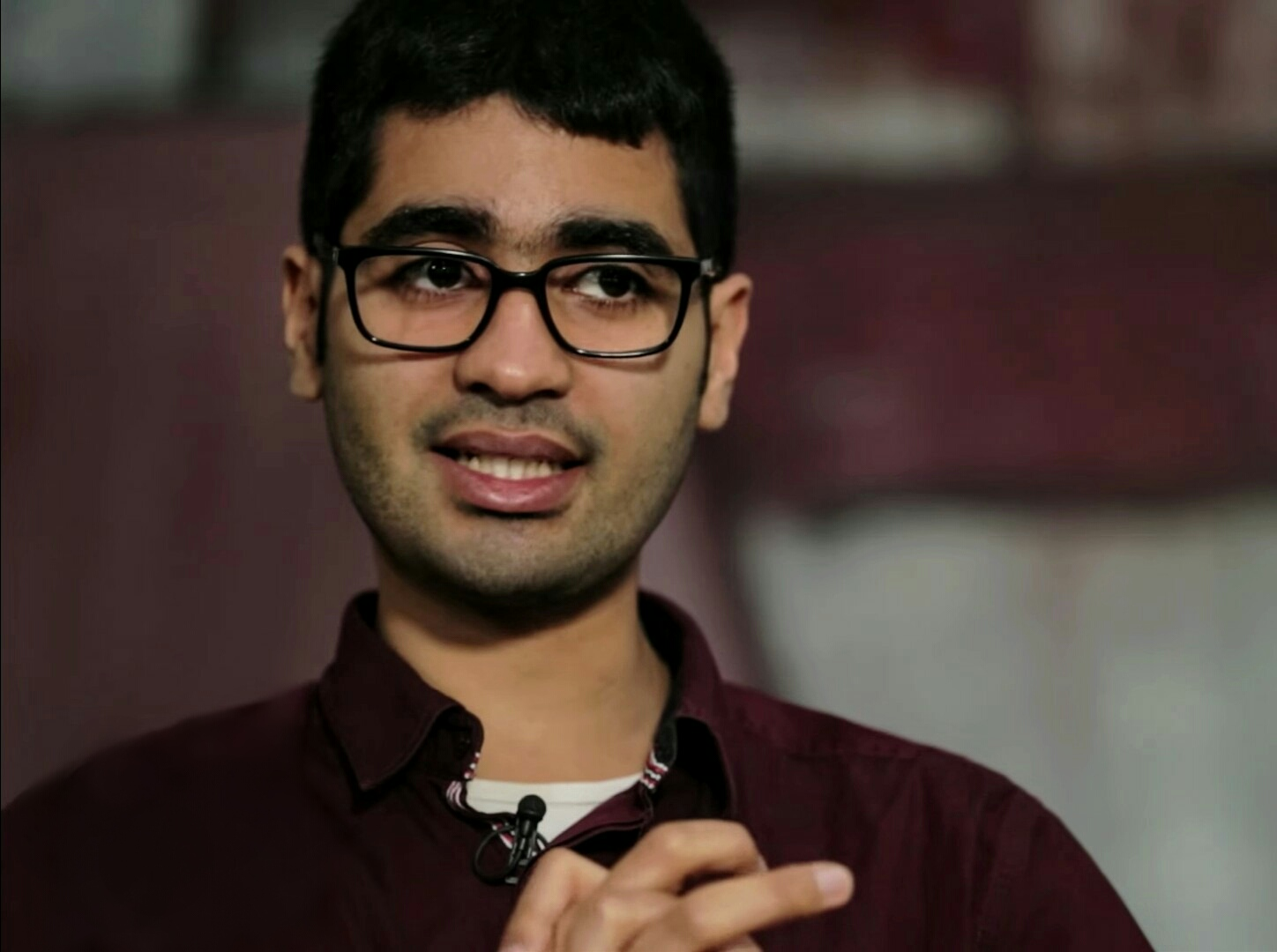
Mohamed Amjahid, 2015

Mohamed Amjahid (arabisch محمد أمجاهد, geboren 1988 in Frankfurt am Main) ist ein deutsch-marokkanischer Journalist und Autor. In seinem Sachbuchdebüt Unter Weißen (2017) und dem Bestseller Der weiße Fleck (2021) setzt er sich mit Rassismus auseinander. In seinem investigativen Sachbuch Alles nur Einzelfälle? (2024) geht es um Das System hinter der Polizeigewalt.

## Leben
Amjahid wurde als Kind marokkanischer Gastarbeiter geboren, der Vater arbeitete als Industriearbeiter, die Mutter als Reinigungskraft. Er zog 1995 mit den Eltern und zwei Geschwistern nach Marokko, wo er die Schule besuchte. 2007 kehrte er nach Deutschland zurück und begann ein Studium der Politikwissenschaft an der Freien Universität Berlin, das er 2014 abschloss.
Er lebt in Berlin-Neukölln. Seit 2020 besitzt er neben der marokkanischen auch die deutsche Staatsangehörigkeit. Er bezeichnet sich als „queere Person“ und Atheisten. Im Rahmen eines Thomas-Mann-Stipendiums forschte er im Jahr 2020 in Los Angeles zum Thema Gender Pay Gap. 2022 erhielt er ein weiteres Stipendium des Thomas-Mann-Hauses.

## Journalistische Arbeit
Nach einem Volontariat beim Tagesspiegel von 2014 bis 2016 war er ab 2016 als Redakteur des Zeitmagazins tätig und ab 2018 als Redakteur des Politikressorts der Zeit. Seit 2020 arbeitet er als freier Journalist. Für die taz hat er zwischen 2020 und 2023 die zweiwöchentliche Kolumne Die Nafrichten. Der Titel ist angelehnt an den Ethnophaulismus „Nafri“. Für den Rundfunk Berlin Brandenburg ist er Kolumnist in der Rubrik Frage des Tages auf Radio 3. Außerdem schreibt er frei für große Medien wie den Spiegel, die Zeit, die Süddeutsche Zeitung, den Rundfunk Berlin Brandenburg (RBB) oder den Westdeutschen Rundfunk (WDR).
Er veröffentlicht auch regelmäßig kulinarische Texte in entsprechenden Kolumnen. Für das Monopol Magazin unter Mohameds Küche und beim Zeit Magazin Online unter der Rubrik Küchenatlas, wo er die Geschichten einzelner Zutaten recherchiert und erzählt.

## Bücher und Diskurse
In seinem 2017 veröffentlichten Buch Unter Weißen: Was es heißt, privilegiert zu sein thematisiert er unterschiedliche Formen des Alltagsrassismus, denen People of Color in einer weißen Mehrheitsbevölkerung ausgesetzt sind. Er benutzt darin das Wort „biodeutsch“ für Deutsche ohne Migrationshintergrund. Sein 2021 veröffentlichtes Buch Der weiße Fleck: Eine Anleitung zu antirassistischem Denken behandelt das Thema Antirassismus.
Im Jahr 2022 erschien sein Buch Let’s Talk about Sex, Habibi. Darin beschäftigt er sich mit Liebe und Begehren in Nordafrika und baut auf seine Reisen als Reporter in der Region von Casablanca bis Kairo.
In seinem Buch Alles nur Einzelfälle? Das System hinter der Polizeigewalt (2024) kombiniert Mohamed Amjahid seine eigenen jahrelangen investigativen Recherchen mit wissenschaftlichen Erkenntnissen, um das Polizeiproblem in Deutschland, Österreich und der Schweiz zu beleuchten.

## Schriften
- Unter Weißen: Was es heißt, privilegiert zu sein. Hanser Berlin, München 2017, 192 Seiten, ISBN 978-3-446-25472-5.
- Der weiße Fleck: Eine Anleitung zu antirassistischem Denken. Piper Verlag, München 2021, 224 Seiten, ISBN 978-3-492-06216-9.
- Let’s talk about sex, Habibi. Liebe und Begehren von Casablanca bis Kairo. Piper Verlag, München 2022, 224 Seiten, ISBN 978-3-492-60202-0.
- Alles nur Einzelfälle? Das System hinter der Polizeigewalt. Piper Verlag, München 2024, 352 Seiten, ISBN 978-3-492-06520-7.

## Auszeichnungen
- 2013: Åke-Blomström-Preis der von der Europäischen Rundfunkunion (EBU) veranstalteten International Feature Conference (IFC) für das Radiofeature Grüß’ mir mein geliebtes Syrien, veröffentlicht im Kulturradio des Rundfunks Berlin-Brandenburg (RBB)[18]
- 2014: 3. Platz KAUSA Medienpreis in der Kategorie Text für Die Akte Amjahid, veröffentlicht in Der Tagesspiegel[19]
- 2014: Alexander-Rhomberg-Preis für Nachwuchsjournalismus
- 2017: Medienpreis der Evangelisch-Lutherischen Kirche in Bayern (mit Gero von Randow) in der Kategorie Magazin für Sehnsucht ohne Ort? Von wegen, veröffentlicht in Die Zeit[20]
- 2017: Deutscher Reporterpreis in der Kategorie Investigation für Ein Anschlag ist zu erwarten[21]
- 2018: Nannen Preis in der Kategorie Beste investigative Leistung für Ein Anschlag ist zu erwarten[22]
- 2023: Deutsche Hörbuchpreis in der Kategorie bester Podcast für 17 Tage Scheitern (WDR)[23]